# John Michael
John Michael (geboren Yannis Michail) (Cyprus, 20 maart 1974) is een Cypriotisch geboren Griekse darter die momenteel uitkomt voor de WDF. In het dagelijks leven is hij hoefsmid in Athene.

## Carrière

### PDC
Michael werd lid van de PDC in 2009. Een jaar later begon hij deel te nemen aan de Europe Tours. Hij wist zich te kwalificeren voor het European Darts Championship 2011, waardoor hij de eerste Griekse speler werd die zich wist te plaatsen voor een hoofdtoernooi van de PDC. Michael verloor in de eerste ronde met 6-3 van Phil Taylor, die een gemiddelde van 107.83 gooide.

### BDO
Michael voegde zich bij de BDO in 2012. In de WDF won hij onder meer viermaal de Cyprus Open, viermaal de Greek Open en driemaal de Hellinikon Open. Hij kwalificeerde zich voor het PDC World Darts Championship 2015 terwijl hij nog steeds deelnam aan BDO-toernooien. Michael won in de voorronde van Jani Haavisto met 4-1 in legs, waarna hij in de eerste ronde werd uitgeschakeld door Ian White met 3-1 in sets.

### Terugkeer naar de PDC
Michael keerde in 2015 terug naar de PDC. In de voorronde van het PDC World Darts Championship 2016 won hij van Warrick Scheffer met 2-0 in sets, maar in de eerste ronde verloor hij met 3-0 in sets van James Wade. Hij nam dat jaar deel aan de Q-School, waar hij via een tweede plaats of op de Order of Merit een Tourcard wist te bemachtigen. Michael kwalificeerde zich voor geen enkel hoofdtoernooi, dus was hij zijn Tour Card na twee jaar terug kwijt. Via een internationale qualifier plaatste hij zich wel voor het PDC World Darts Championship 2017, maar ging in de eerste ronde onderuit met 3-2 tegen Alan Norris. Hij keerde terug naar Q-School in januari 2019 en behaalde opnieuw zijn Tour Card via een vijfde plaats of de Order of Merit. Na twee jaar stond Michael niet in de top 64 van de PDC Order of Merit, dus speelde hij zijn Tour Card opnieuw kwijt.
Via de South-East Europe Qualifier plaatste Michael zich voor het PDC World Darts Championship 2022. Ook ditmaal verloor hij in de eerste ronde, deze keer met 3-1 van Martijn Kleermaker.

## Resultaten op Wereldkampioenschappen

### BDO
- 2014: Laatste 40 (verloren van Madars Razma met 2-3)

### WDF

#### World Cup
- 2003: Laatste 128 (verloren van Loris Polese met 1-4)
- 2007: Laatste 16 (verloren van Mark Webster met 2-4)
- 2015: Halve finale (reglementair verloren van Ross Montgomery)
- 2023: Laatste 128 (verloren van Carles Arola met 2-4)

### PDC
- 2015: Laatste 64 (verloren van Ian White met 1-3)
- 2016: Laatste 64 (verloren van James Wade met 0-3)
- 2017: Laatste 64 (verloren van Alan Norris met 2-3)
- 2022: Laatste 96 (verloren van Martijn Kleermaker met 1-3)